# NGC 4651
NGC 4651 este o liner situată în constelația Părul Berenicei. A fost descoperită în 30 decembrie 1783 de către William Herschel. Se află la o distanță de 28,44 de megaparseci de Pământ.